# The Adult Version of Jekyll & Hide
The Adult Version of Jekyll & Hide è un film del 1972 diretto da Lee Raymond ispirato al romanzo Lo strano caso del dottor Jekyll e del signor Hyde di Robert Louis Stevenson.

## Trama
Il dottor Chris Leeder, uno squallido medico reputato un gran donnaiolo, ritrova il diario perduto del famigerato dottor Henry Jekyll e decide di riprendere in mano gli esperimenti che questi aveva lasciato incompiuti. Gli esperimenti di Leeder hanno però un esito inatteso e il medico si ritrova trasformato in una bellissima donna, una Miss Hide assetata di sangue, le cui prime vittime saranno il suo povero assistente e un marinaio in congedo. A indagare sulla trasformazione sarà la fidanzata del dottor Leeder.

## Distribuzione
In Italia fu distribuito al cinema col titolo originale.
È stato distribuito in DVD, col doppiaggio italiano d'epoca, nel 2012 dalla Golem Video.